# چرب‌گیاه کنزاتی
چرب‌گیاه کنزاتی (نام علمی: Pinguicula conzattii) نام یک گونه از سرده چرب‌گیاه است.